# La Sardina
La Sardina es una localidad del estado mexicano de Guanajuato. Es parte del municipio de Romita.

## Demografía
| Gráfica de evolución demográfica |
|                                  |

| Censo | Población |
| ----- | --------- |
| 1900  | 506       |
| 1910  | 512       |
| 1921  | 291       |
| 1930  | 283       |
| 1940  | 390       |
| 1950  | 512       |
| 1960  | 476       |
| 1970  | 717       |
| 1980  | 1 030     |
| 1990  | 1 207     |
| 2000  | 1 480     |
| 2010  | 1 303     |
| 2020  | 1 363     |